# Trúc Sơn, Nam Đầu

Vị trí tại Nam Đầu

Trúc Sơn (tiếng Trung: 竹山鎮; bính âm: Zhúshān Zhèn) là một trấn của huyện Nam Đầu, tỉnh Đài Loan, Trung Hoa Dân Quốc (Đài Loan). Trấn nằm ở phía tây nam của huyện và có diện tích 247,3339 km², dân số vào tháng 8 năm 2011 là 58.061 người thuộc 19.246 hộ gia đình, mật độ cư trú đạt 234,7 người/km².